# Mik Kristensen
Mik Kristensen – duński brydżysta.

## Wyniki brydżowe

### Zawody światowe
W światowych zawodach zdobył następujące lokaty:
| Mistrzostwa Świata. Konkurencja teamów | Mistrzostwa Świata. Konkurencja teamów | Mistrzostwa Świata. Konkurencja teamów   | Mistrzostwa Świata. Konkurencja teamów | Mistrzostwa Świata. Konkurencja teamów | Mistrzostwa Świata. Konkurencja teamów |
| Rok                                    | Miejsce                                | Zawody                                   | Kategoria                              | Drużyna                                | Pozycja                                |
| -------------------------------------- | -------------------------------------- | ---------------------------------------- | -------------------------------------- | -------------------------------------- | -------------------------------------- |
| 1999                                   | Fort Lauderdale                        | 7. Młodzieżowe Mistrzostwa Świata Teamów | Juniorzy                               | Denmark                                | 3                                      |
| 1997                                   | Hammamet                               | 33. Mistrzostwa Świata Teamów            | Trans                                  | Nising                                 | 31                                     |
| 1997                                   | Hamilton                               | 6. Młodzieżowe Mistrzostwa Świata Teamów | Juniorzy                               | Denmark                                | 1                                      |

| Mistrzostwa Świata. Konkurencja par | Mistrzostwa Świata. Konkurencja par | Mistrzostwa Świata. Konkurencja par | Mistrzostwa Świata. Konkurencja par | Mistrzostwa Świata. Konkurencja par | Mistrzostwa Świata. Konkurencja par |
| Rok                                 | Miejsce                             | Zawody                              | Kategoria                           | Partner                             | Pozycja                             |
| ----------------------------------- | ----------------------------------- | ----------------------------------- | ----------------------------------- | ----------------------------------- | ----------------------------------- |
| 1997                                | Santa Sofia Forlí                   | 2. Mistrzostwa Świata Par Juniorów  | Juniorzy                            | Mikkel Bensby Nohr                  | 38                                  |
| 1995                                | Ghent                               | 1. Mistrzostwa Świata Par Juniorów  | Juniorzy                            | Morten Lund Madsen                  | 3                                   |

### Zawody europejskie
W europejskich zawodach zdobył następujące lokaty:
| Zawody europejskie. Konkurencja teamów | Zawody europejskie. Konkurencja teamów | Zawody europejskie. Konkurencja teamów    | Zawody europejskie. Konkurencja teamów | Zawody europejskie. Konkurencja teamów | Zawody europejskie. Konkurencja teamów |
| Rok                                    | Miejsce                                | Zawody                                    | Kategoria                              | Drużyna                                | Pozycja                                |
| -------------------------------------- | -------------------------------------- | ----------------------------------------- | -------------------------------------- | -------------------------------------- | -------------------------------------- |
| 1998                                   | Wiedeń                                 | 16. Młodzieżowe Mistrzostwa Europy Teamów | Juniorzy                               | Denmark                                | 2                                      |

| Zawody europejskie. Konkurencja par | Zawody europejskie. Konkurencja par | Zawody europejskie. Konkurencja par | Zawody europejskie. Konkurencja par | Zawody europejskie. Konkurencja par | Zawody europejskie. Konkurencja par |
| Rok                                 | Miejsce                             | Zawody                              | Kategoria                           | Partner                             | Pozycja                             |
| ----------------------------------- | ----------------------------------- | ----------------------------------- | ----------------------------------- | ----------------------------------- | ----------------------------------- |
| 1997                                | Haga                                | 9. Mistrzostwa Europy Par           | Open                                | Mikkel Bensby Nohr                  | 186                                 |

## Klasyfikacja
- Mik Kristensen – klasyfikacja WBF (ang.)
- Mik Kristensen – klasyfikacja EBL (ang.)